# Чанг та Енг Банкери
Чанг та Енг Банкери (англ. Chang and Eng Bunker; 11 травня 1811 — 17 січня 1874) — сіамські близнюки, які народилися в Сіамі в родині китайця та малайки. Саме через них з'явився термін «сіамські близнюки» на позначення з'єднаних близнюків.

## Біографія
У 1829 році брали участь у виставах британця Роберта Гантера, який возив незвичайних близнюків по світу, заробляючи на них гроші. Коли контракт закінчився, брати Банкери продовжили виступати, працюючи на самих себе. Під час шоу вони роздягалися до пояса, показуючи глядачам місце, у якому зрослися. Згодом вони розучили кілька акробатичних номерів.
Банкери осіли у Вілксборо, в Північній Кароліні, де вони купили землю та 35 рабів для плантації.
У 1843 році брати одружилися з двома сестрами — Аделаїді Єйтс (стала дружиною Чанга) та Сарі Єйтс (Енга). Згодом у них з'явилася 21 дитина, 10 з яких народила дружина Чанга й 11 — дружина Енга.
Вони мали різні звички: так Чанг полюбляв випити, а Енг пристрастився до покеру. Щоб організувати сімейне життя та дозвілля, вони розділили майно, та жили по три дні в кожного вдома по черзі.
Через поразку Південних штатів брати Банкер втратили багато майна, що змусило їх повернутися до виступів у цирку.
Брати померли в один день — 17 січня 1874 року. У Чанга виник тромбоз синусів твердої мозкової оболони (Cerebral venous sinus thrombosis). Коли Енг прокинувся вранці, то виявив брата мертвим. Через три години помер і Енг.

## Медичні аспекти
Після їхньої смерті аутопсію проводив Гаррісон Аллен. Виявилося, що близнюки здебільшого мали окремі органи, але спільну печінку.
Медичні огляди близнюків під час життя та аутопсія після їхньої смерті дали тогочасній медицині нову інформацію про такі випадки сіамських близнюків.
Після аутопсії печінку близнюків та гіпсовий зліпок їхніх тулубів передали в Музей медичної історії Мюттера.

## У масовій культурі
У серпні 1869 року Марк Твен написав коротке сатиричне оповідання під назвою «Особисті звички сіамських близнюків» («Personal Habits of the Siamese Twins»; 1875 року перевидане просто як «Сіамські близнюки» — «The Siamese Twins»; але не плутати з іншим оповіданням того ж автора від 1891 року — «Дивовижні близнюки» — «Those Extraordinary Twins»). У ньому автор описав життя Енга і Чанга. Він використав їхню історію як метафору, що уособлює проблеми, з якими зіткнулася його нація після Громадянської війни.

## Галерея

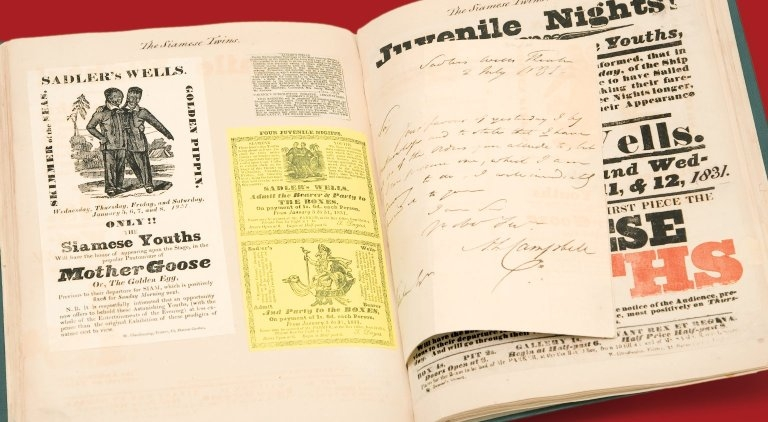
Реклама
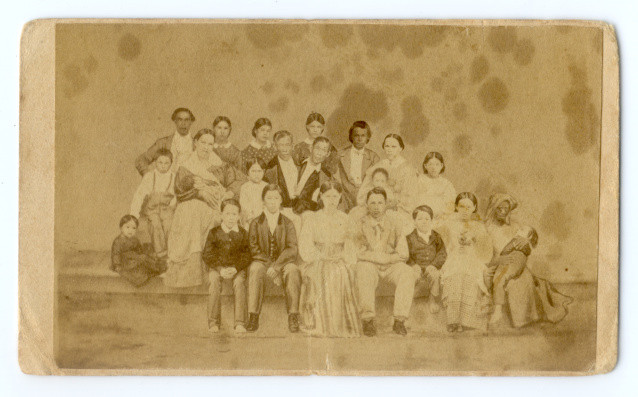
Брати з дітьми та рабами
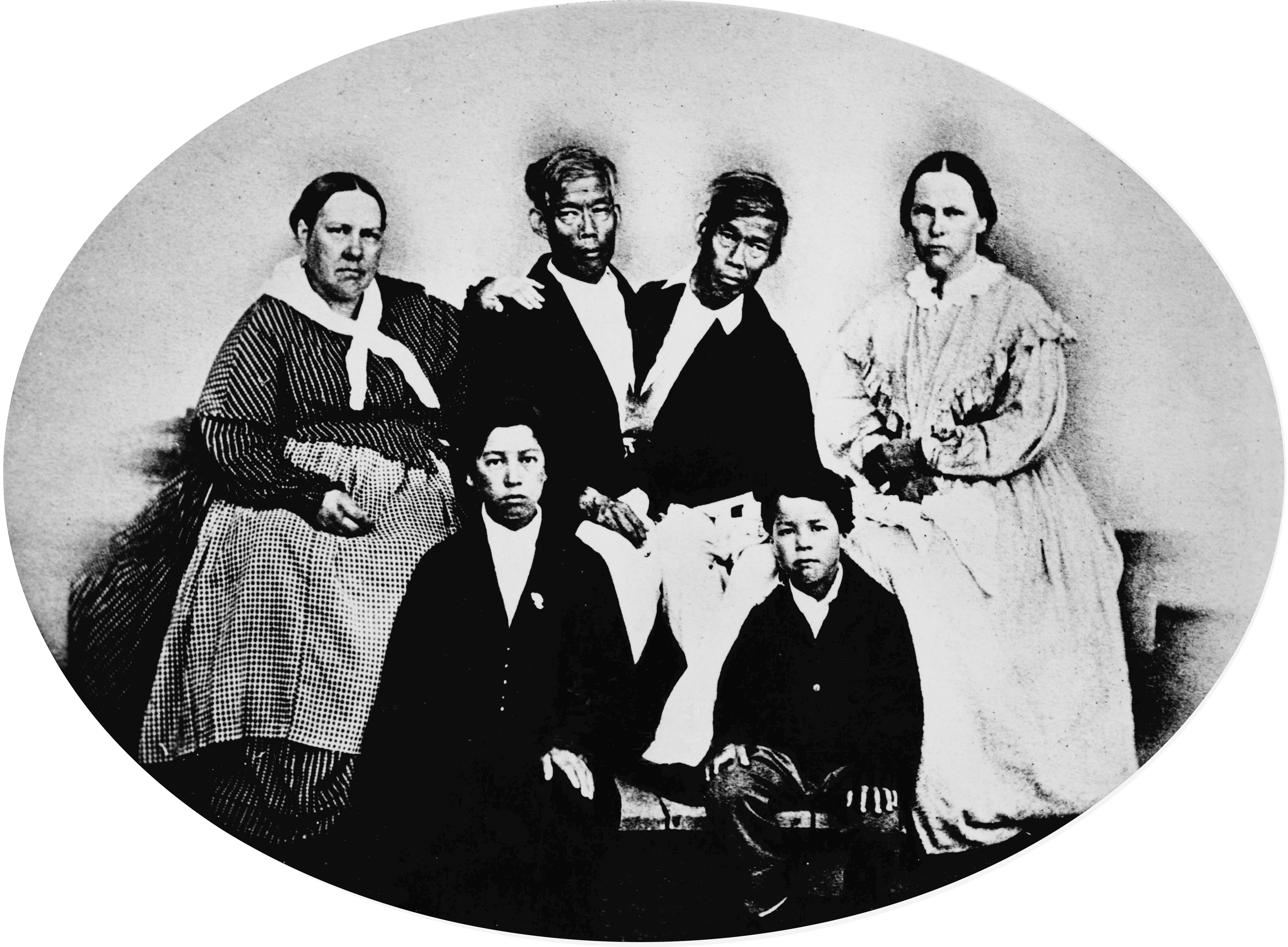
Сімейний портрет
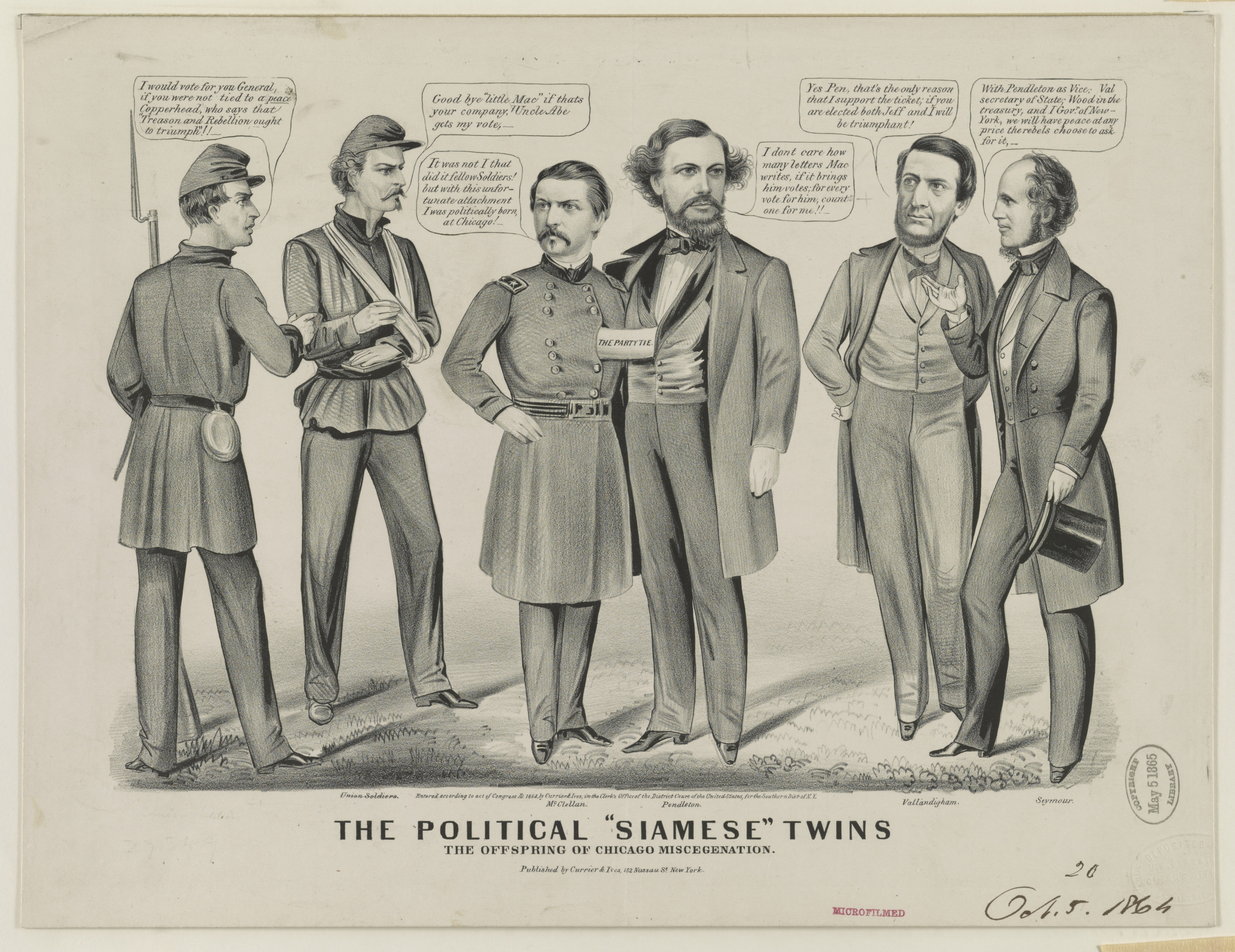
Карикатури на тему братів